# Usnea horrida
Usnea horrida är en lavart som beskrevs av Motyka. Usnea horrida ingår i släktet Usnea och familjen Parmeliaceae.   Inga underarter finns listade i Catalogue of Life.